# Беатриса Савойская (маркиза Салуццо)
Беатриса Савойская (не позднее 4 марта 1223, Катания, Сицилия — не позднее 10 мая 1259 или 1257) — в первом браке маркиза Салуццо, жена Манфреда III; во втором браке жена Манфреда, будущего короля Сицилии.

## Биография
Беатрис была старшей из двух дочерей Амадея IV, графа Савойи и Анны Бургундской; её младшая сестра Маргарита была замужем за Бонифацием II, маркизом Монферрата. После смерти их матери их отец женился на Сесиль де Бо, от которой у него родились дети, в том числе Бонифаций, граф Савойи и младшая Беатриса.
Беатриса была впервые обручена с Манфредом III, маркизом Салуццо 4 марта 1223 года вскоре после своего рождения. Однако помолвка была расторгнута, но затем возобновлена 2 октября 1227 года; в контракте, подписанном в эту дату, обговаривается приданое Беатрисы. Брак был заключён в марте 1233 года. Они были женаты в течение одиннадцати лет до смерти Манфреда в 1244 году. На тот момент у Беатрисы родила было двое детей и она была беременна двойней. Их дети:
- Алиса (ок. 1236 — до 12 июля 1311), были дети
- Томазо (1239—1296), граф Салуццо
- Агнесса (1245 — после 4 августа 1265), родилась после смерти отца, детей не было
- Маргарита (род. 1245), родилась после смерти отца, близнец Агнессы

Всего через два года после смерти Манфреда 8 мая 1246 года Беатриса обручилась с Манфредом, незаконнорождённым сыном Фридриха II, императора Священной Римской империи от Бьянки Ланчии. Её брак был заключён, чтобы заключить союз между отцом Беатрисы и Фридрихом. Супруги поженились по доверенности в марте 1247 года, а брачный договор был подписан 21 апреля 1247 года. У Манфреда и Беатрисе была одна дочь:
- Констанция (1249—1302), вышла замуж за короля Арагона Педро III и стала матерью Альфонсо III Арагонского, Хайме II Арагонского и Изабеллы Арагонской.

В завещании отца Беатрисе от 24 мая 1253 года права наследования Беатрисы были обойдены в пользу её младшего сводного брата; в завещании не упоминается второй муж Беатрисы, что, возможно, указывает на разрыв отношений между супругами. Беатриса умерла до 1259 года. Её муж стал королём Сицилии в 1258 году и женился на Елене Ангелине Дукаине и имел с ней детей.